# Heteropoda graaflandi
Heteropoda graaflandi este o specie de păianjeni din genul Heteropoda, familia Sparassidae, descrisă de Strand, 1907. Conform Catalogue of Life specia Heteropoda graaflandi nu are subspecii cunoscute.